# Alassodesmus reductus
Alassodesmus reductus är en mångfotingart som beskrevs av Chamberlin 1923. Alassodesmus reductus ingår i släktet Alassodesmus och familjen Chelodesmidae. Inga underarter finns listade i Catalogue of Life.